# Beate Jasch
Beate Jasch (* 16. Januar 1959 in Krefeld) ist eine deutsche Schwimmerin und Olympiateilnehmerin. Die 1,65 m große und 52 kg schwere Athletin startete für die SSG Saar Max Ritter in Saarbrücken.
Sie gewann mehrere Deutsche Meisterschaften:
- 100 m Delfin: 1976
- 200 m Delfin: 1976 und 1977
- 200 m Lagen: 1976

Ihren größten Erfolg hatte sie im Jahr 1974 bei den Europameisterschaften in Wien. Als Mitglied der 4 × 100-m-Lagenstaffel (Team: Angelika Grieser, Christel Justen, Beate Jasch und Jutta Weber) gewann sie die Silbermedaille (4:23,50 min) hinter der DDR (Gold in 4:13,78 min) und vor Schweden (Bronze in 4:23,90 min).
Zwei Jahre später nahm sie an den Olympischen Spielen in Montreal mit folgenden Ergebnissen teil:
- 100 m Freistil: Platz 32 unter 45 Teilnehmerinnen (mit 1:00,80 min im Vorlauf nicht unter den besten 16)
- 100 m Delfin: Platz 22 unter 39 Teilnehmerinnen (mit 1:04,82 min im Vorlauf nicht unter den besten 16)
- 200 m Delfin: Platz 17 unter 32 Teilnehmerinnen (mit 2:19,19 min im Vorlauf nicht unter den besten 8)
- 4 × 100 m Freistilstaffel (Team: Jutta Weber, Marion Platten, Regina Nissen und Beate Jasch): Als achtbeste von 14 teilnehmenden Staffeln für das Finale qualifiziert, wo in 3:58,33 min erneut Platz 8 belegt wurde.